# Erhua
Erhua (en chino tradicional, 兒化; en chino simplificado, 儿化; pinyin, érhuà) es la rotacización de sílabas finales en el chino mandarín. Se encuentra con más frecuencia en los dialectos del norte de China, especialmente en el dialecto pekinés, y en general se usa como diminutivo para los sustantivos. El mandarín estándar utiliza erhua en ciertos expresiones como 哪儿 («dónde») o 一点儿 («un poquito»), pero hablantes del sur de China suelen omitirlo o reemplazarlo con otro carácter, utilizando 哪里 y 一点 en vez de las palabras anteriores.
Las reglas de erhua pueden describirse en pinyin como sigue:
- a/an/ai + er → a'r (花儿：huā + er → huā'r, «flor»)
- o/uo + er → o'r (朵儿：duǒ + er → duǒ'r, clasificador para flores)
- e/en/eng/ei + er → e'r (分儿：fēn + er → fē'r, «punto»)
- u/ui/un/ü/ün + er → u'r (会儿：huì + er → hù(i)'r, «rato»)
- i/in/ing + er → (y)i'r (词儿：cí + er → cí'r, «palabra»)

Cabe señalar que el fenómeno de erhua es difícil de codificar. No todas las palabras pueden llevar el sufijo -er, y para las palabras que sí lo pueden llevar no se aplica necesariamente para todos sus sentidos.